# Andrzej Świerczyński
Andrzej Świerczyński (* 25. Oktober 1952 in Warschau) ist ein ehemaliger polnischer Sprinter.
Bei den Leichtathletik-Europameisterschaften 1974 in Rom wurde er Fünfter in der 4-mal-100-Meter-Staffel und schied über 100 m im Vorlauf aus.
1976 erreichte er bei den Leichtathletik-Halleneuropameisterschaften in München über 60 m das Halbfinale. Bei den Olympischen Spielen in Montreal wurde er Vierter in der 4-mal-100-Meter-Staffel und gelangte über 100 m ins Viertelfinale.
1974 und 1975 wurde er Polnischer Meister über 100 m und 1976 Polnischer Hallenmeister über 60 m.
Er ist mit der Hürdenläuferin Bożena Nowakowska verheiratet.

## Persönliche Bestzeiten
- 60 m (Halle): 25. Februar 1973, Zabrze
- 100 m: 10,28 s, 25. Juni 1976, Bydgoszcz